# Gregory Mathews
Gregory Macalister Mathews (10 settembre 1876 – 27 marzo 1949) è stato un ornitologo australiano.

## Biografia
Mathews guadagnò un'ingente somma di denaro grazie a numerosi investimenti nell'industria mineraria e si trasferì in Inghilterra verso il 1900.
Nel 1910 fu nominato membro della Royal Society di Edimburgo, i proponenti furono William Eagle Clarke, Ramsay Heatley Traquair e John Alexander Harvie-Brown.
Tra il 1935 e il 1938 fu Presidente del Club Ornitologico Britannico e nel 1939, per i servigi resi all'ornitologia, venne nominato Commendatore dell'Ordine dell'Impero Britannico.
Nel 1922 Mathews descrisse per la prima volta il Malurus splendens musgravei, attualmente considerato una sottospecie dello scricciolo azzurro splendente, scambiandolo erroneamente per una nuova specie.
Nel 1939 venne eletto membro dell'Unione Reale degli Ornitologici Australasiatici, della quale fu Presidente tra il 1946 e il 1947. La sua biblioteca personale, ricca di numerose opere di argomento ornitologico, venne interamente donata alla Biblioteca Nazionale d'Australia nel 1939.

## Opere
Mathews pubblicò numerosissime opere di ornitologia, tra le quali ricordiamo:
- 1908 - The Handlist of the Birds of Australia.
- 1910 - 1927 - The Birds of Australia.
- 1912 - The Reference List of the Birds of Australia.
- 1913 - A List of the Birds of Australia.
- 1920 - The Name List of the Birds of Australia.
- 1921 - A Manual of the Birds of Australia. Volume I: Orders Casuarii to Columbae.
- 1924 - The Check-List of the Birds of Australia.
- 1925 - The Bibliography of the Birds of Australia.
- 1927 - Systema Avium Australasianarum. a Systematic List of the Birds of the Australasian Region.
- 1928 - The Birds of Norfolk and Lord Howe Islands and the Australian South Polar Quadrant.
- 1931 - A List of the Birds of Australasia, Including New Zealand, Lord Howe and Norfolk Islands, and the Australasian Antarctic Quadrant.
- 1936 - A Supplement to the Birds of Norfolk and Lord Howe Islands to which is Added those Birds of New Zealand not figured by Buller.
- 1942 - Birds and Books: the Story of the Mathews Ornithological Library.
- 1943 - Notes on the Order Procellariiformes.
- 1946 - A Working List of Australian Birds, including the Australian Quadrant and New Zealand.

| Mathews è l'abbreviazione standard utilizzata per le specie animali descritte da Gregory Mathews. Categoria:Taxa classificati da Gregory Mathews |